# Telaranea nematodes
Telaranea nematodes là một loài rêu tản trong họ Lepidoziaceae. Loài này được (Austin) M. Howe miêu tả khoa học lần đầu tiên năm 1902.